# Carola Zwick
Carola Zwick (* 1966 in Konstanz) ist eine deutsche Produktdesignerin und Professorin für Entwurf mit Schwerpunkt Design und Interaktion an der Kunsthochschule Berlin-Weißensee.

## Biografie
Carola Zwick schloss 1991 ihr Studium Industrial Design an der Hochschule der Künste (HDK) Berlin (heute Universität der Künste, UdK) mit einem Diplom bei Hans Roericht ab. Von 1993 bis 1998 war sie künstlerisch-wissenschaftliche Mitarbeiterin an der HdK Berlin und baute mit Industrial Designer und UdK-Professor Burkhard Schmitz die Medienfachgruppe „ID5“ auf.
Von 1998 bis 2008 war sie Professorin für Interaction Design an der Hochschule Magdeburg-Stendal. Carola Zwick ist Mitbegründerin und Gesellschafterin des international tätigen Designstudios 7.5., das seit 1992 in Berlin ansässig ist. Neben Produktentwicklungen um das Thema Arbeiten, exploriert das Studio neue Materialien und Verfahren sowie das Potenzial digitaler Distributionsprozesse, um nachhaltige Produkt- und Nutzungskonzepte zu entwickeln.
2008 wurde sie als Professorin für Entwurf im Fachgebiet Produkt-Design an die Kunsthochschule Berlin-Weißensee berufen. Hier initiierte sie u. a. mit der Designerin und Künstlerin Zane Berzina und der Digital Media Designerin Barbara Junge 2010 das eLAB-Labor für Interaktive Technologien, eine experimentelle, fachgebietsübergreifende Forschungsplattform, um den gestalterischen Diskurs zur Rolle und dem Potenzial von Informationstechnologien zu erforschen.
Seit 2011 ist sie Principal Investigator im Exzellenzcluster InterdisziplinäreN Labor Bild Wissen Gestaltung am Hermann von Helmholtz-Zentrum für Kulturtechnik der Humboldt-Universität zu Berlin. Außerdem ist sie Mitbegründerin der DesignFarmBerlin, einem Design-in-Tech Accelerator, der seit 2016 junge Designer mit einem Stipendien- und Mentoringprogramm dabei unterstützt, nachhaltige Verwertungsstrategien für ihre Innovationen zu entwickeln.

## Veröffentlichungen
- Co-Autorin: Navigation for the Internet and Other Digital Media[1]
- Digital Color for the Internet and Other Media[2]
- Designing for Small Screens[3]
- Herausgeberin: The digital Turn[4]. 1st Edition Verlag, Zürich 2012, ISBN 978-3-906027-02-9.